# Stefan Örnskog
Stefan Örnskog (né le 4 avril 1969 à Jönköping en Suède) est un joueur professionnel suédois de hockey sur glace devenu entraîneur. Il évolue au poste de centre.

## Biographie

### Carrière en club
Il débute en senior avec son club formateur du HV71 dans l'Elitserien en 1989. Le club de Jönköping remporte le Trophée Le Mat 1995. Il évolue en Finlande avec le JYP Jyväskylä de 1998 à 2000. Il met un terme à sa carrière de joueur en 2001. Son numéro 15 est retiré par le HV71 en même temps que le numéro 14 de Fredrik Stillman le 26 décembre 2001.

### Carrière internationale
Il représente la Suède au niveau international. Il a pris part aux sélections jeunes. Il participe aux Jeux olympiques de 1994 où la Suède décroche la médaille d'or. Il est médaillé d'argent au championnat du monde 1995 et de bronze en 1994. Il remporte également la médaille d'argent lors du championnat du monde junior 1989.

## Statistiques

### En club
| Saison    | Équipe        | Ligue      |    | Saison régulière | Saison régulière | Saison régulière | Saison régulière | Saison régulière |   | Séries éliminatoires | Séries éliminatoires | Séries éliminatoires | Séries éliminatoires | Séries éliminatoires |
| Saison    | Équipe        | Ligue      | PJ | B                | A                | Pts              | Pun              | PJ               | B | A                    | Pts                  | Pun                  |                      |                      |
| 1987-1988 | HV71          | Elitserien | 13 | 1                | 2                | 3                | 0                | 2                | 0 | 0                    | 0                    | 0                    |                      |                      |
| 1988-1989 | HV71          | Elitserien | 19 | 1                | 6                | 7                | 2                | 3                | 0 | 0                    | 0                    | 0                    |                      |                      |
| 1989-1990 | HV71          | Elitserien | 39 | 12               | 15               | 27               | 8                | -                | - | -                    | -                    | -                    |                      |                      |
| 1990-1991 | HV71          | Elitserien | 39 | 15               | 9                | 24               | 10               | 2                | 1 | 1                    | 2                    | 0                    |                      |                      |
| 1991-1992 | HV71          | Elitserien | 40 | 12               | 15               | 27               | 10               | 3                | 1 | 0                    | 1                    | 2                    |                      |                      |
| 1992-1993 | HV71          | Elitserien | 36 | 8                | 15               | 23               | 20               | -                | - | -                    | -                    | -                    |                      |                      |
| 1993-1994 | HV71          | Elitserien | 38 | 15               | 16               | 31               | 28               | -                | - | -                    | -                    | -                    |                      |                      |
| 1994-1995 | HV71          | Elitserien | 32 | 5                | 11               | 16               | 6                | 13               | 4 | 8                    | 12                   | 4                    |                      |                      |
| 1995-1996 | HV71          | Elitserien | 32 | 5                | 9                | 14               | 8                | -                | - | -                    | -                    | -                    |                      |                      |
| 1996-1997 | HV71          | Elitserien | 45 | 14               | 27               | 41               | 20               | 5                | 2 | 1                    | 3                    | 0                    |                      |                      |
| 1997-1998 | HV71          | Elitserien | 43 | 9                | 10               | 19               | 16               | 5                | 0 | 4                    | 4                    | 6                    |                      |                      |
| 1998-1999 | JYP Jyväskylä | SM-liiga   | 32 | 5                | 11               | 16               | 8                | -                | - | -                    | -                    | -                    |                      |                      |
| 1999-2000 | JYP Jyväskylä | SM-liiga   | 17 | 4                | 5                | 9                | 0                | -                | - | -                    | -                    | -                    |                      |                      |
| 1999-2000 | HV71          | Elitserien | 25 | 2                | 9                | 11               | 8                | 3                | 1 | 0                    | 1                    | 2                    |                      |                      |
| 2000-2001 | HV71          | Elitserien | 41 | 7                | 6                | 13               | 16               | -                | - | -                    | -                    | -                    |                      |                      |